# Villa Hagenmeyer

Villa Hagenmeyer an der Katharinenstraße 10 in Schwäbisch Hall, Bild um 1910

Die Villa Hagenmeyer ist eine denkmalgeschützte Villa an der Katharinenstraße 10 in Schwäbisch Hall. 

## Geschichte und Beschreibung
Die zweigeschossige Villa wurde 1903/04 für den Heilbronner Werkmeister Julius Hagenmeyer an der neu angelegten Straße errichtet. Hagenmeyer gehörte um 1900 zu den zehn Pächtern des Heilbronner Sandsteinbruchs am Jägerhaus.
Die Pläne für die Villa stammten von Beutinger & Steiner. Sie weist versetzte Satteldächer und einen Giebelvorstoß auf. Erhalten sind auch Details wie trapezförmige Obergeschossfenster, die sprossengegliederten Wohnzimmerfenster mit trapezförmigem Abschluss und die ornamentalen Verbretterungen im Giebelfeld. 
Villenarchitektur dieser Art, die vom Darmstädter Jugendstil geprägt ist, findet sich in Schwäbisch Hall nur selten.